# Clara Aguilera
Clara Eugenia Aguilera García (Obéilar, Granada, 3 de enero de 1964) es una política española del Partido Socialista Obrero Español (PSOE). Actualmente es diputada en el Parlamento Europeo, siendo vicepresidenta de la Delegación en la Comisión Parlamentaria Mixta UE-México, y donde también ejerce la responsabilidad de vicepresidenta de la Comisión de Agricultura y Desarrollo Rural.

## Biografía
Nacida en una pequeña pedanía del municipio granadino de Íllora (Obéilar), se trasladó a vivir a la ciudad de Granada por motivos de estudios. Fue allí, en 1983, donde empezó a militar en el PSOE de Andalucía, del que es miembro de la Comisión Ejecutiva en la actualidad. Entre 1990 y 1995 estuvo al frente de la Federación Andaluza de Empresas Cooperativas Agrarias (FAECA) de Granada. En 1996 ocupó su primer cargo institucional como concejala en el Ayuntamiento de Granada de la mano del alcalde Jesús Quero. Entre abril de 2009 y mayo de 2012 desempeñó el cargo de Consejera de Agricultura y Pesca de la Junta de Andalucía, en la que anteriormente fue titular de la Secretaría General de Relaciones con el Parlamento y, de abril de 2008 a abril de 2009, de la Consejería de Gobernación. Diputada del Parlamento de Andalucía desde 2000, ocupó la presidencia de la Comisión de Economía, Innovación, Ciencia y Empleo en 2012. Desde julio de 2014, es Diputada en el Parlamento Europeo, donde desempeña el cargo de Vicepresidenta de la Delegación en la Comisión Parlamentaria Mixta UE-México, es miembro de la Comisión de Pesca, miembro en la Comisión de Agricultura y Desarrollo Rural y de la Delegación en la Asamblea Parlamentaria Euro-Latinoamericana, hasta que se publicó el documental "Food for profit",  un video con cámara oculta (https://www.dailymotion.com/video/x8wwg0w) donde ella manifestaba que el maltrato animal no le importa. Después de que se descubriera este video, renunció a su puesto como Eurodiputada, y en el futuro, según sus propias palabras, aceptaria una oferta en el sector privado, sin revelar qué sector. https://cadenaser.com/andalucia/2024/04/19/la-eurodiputada-clara-aguilera-renuncia-a-las-listas-del-psoe-para-las-europeas-radio-cordoba/

## Cargos desempeñados
- Concejala del Ayuntamiento de Granada (1996).
- Diputada por Granada en el Parlamento de Andalucía (Desde 2000).
- Consejera de Gobernación de la Junta de Andalucía (2008-2009).
- Consejera de Agricultura y Pesca de la Junta de Andalucía (2009-2012).
- Diputada en el Parlamento Europeo (2014- actualidad).